# Andrzej Kondracki
Andrzej Kondracki – polski biblista, duchowny katolicki, salezjanin, doktor nauk biblijnych.

## Życiorys
Należy do zgromadzenia salezjanów. Stopień doktora nauk biblijnych uzyskał w Papieskim Instytucie Biblijnym w Rzymie, na podstawie rozprawy pt. La „zedaqah”, che espia e peccati. Studio esegetico di Sir 3,1-4,10. Od 1996 był pracownikiem naukowym Katolickiego Uniwersytetu Lubelskiego, gdzie był adiunktem w Instytucie Nauk Biblijnych Wydziału Teologii.
Był autorem między innymi haseł w Encyklopedii katolickiej, a także brał udział w przygotowaniu ekumenicznego przekładu Biblii. Dokonał tłumaczenia Księgi Przysłów.